# Ʈ
Ʈ ، ʈ یا t با قلاب برگشتی، یکی از حروف الفبای لاتین است. این نماد الفبای آوانگاری بین‌المللی نشان‌دهندهٔ آوای انسدادی برگشتی بی‌صدا است و ویژهٔ زبان‌های آفریقایی است. 